# Bromus rubens
Bromus rubens es una especie herbácea anual perteneciente a la familia de las gramíneas (Poaceae). 

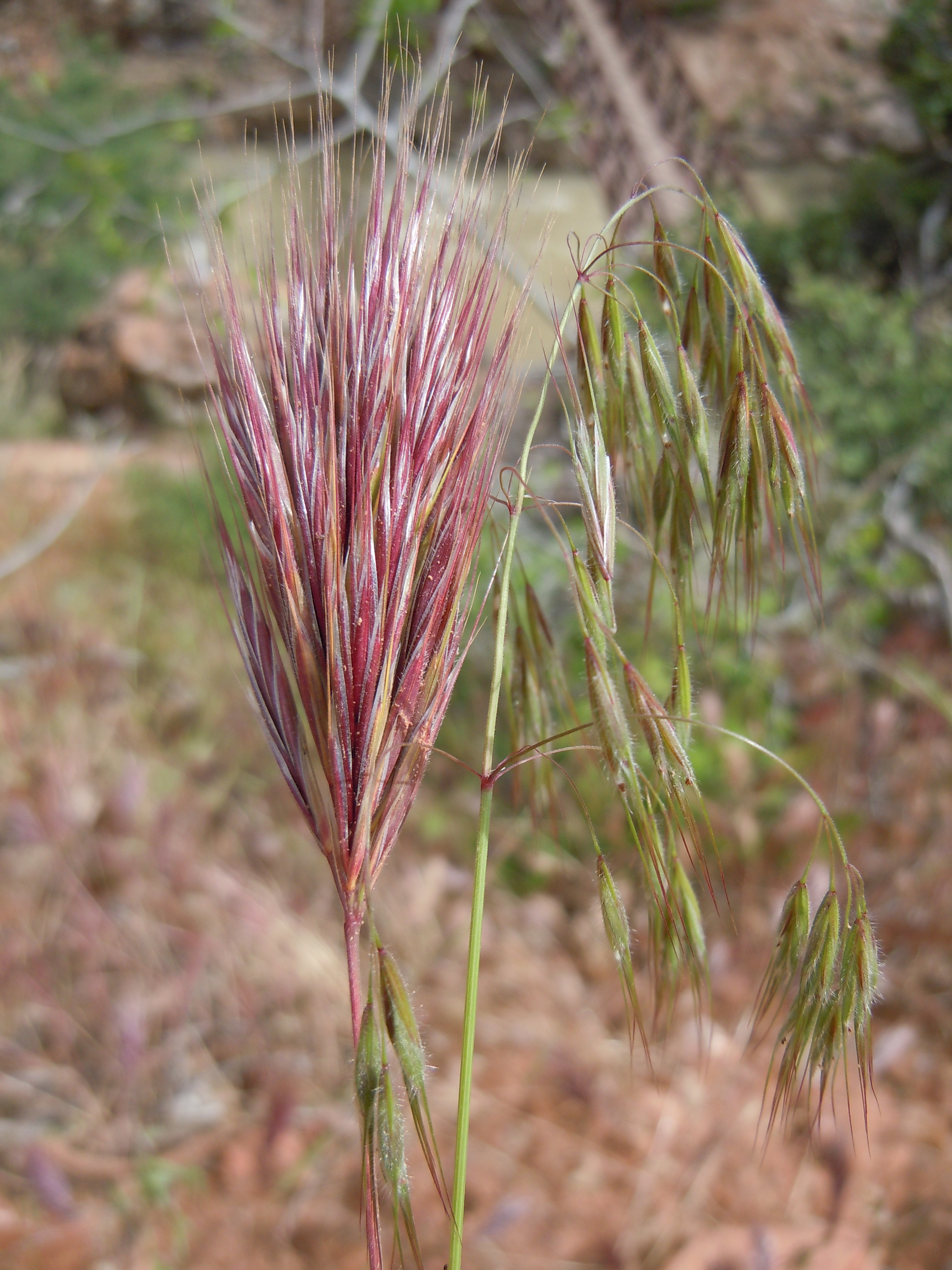
Vista de la planta

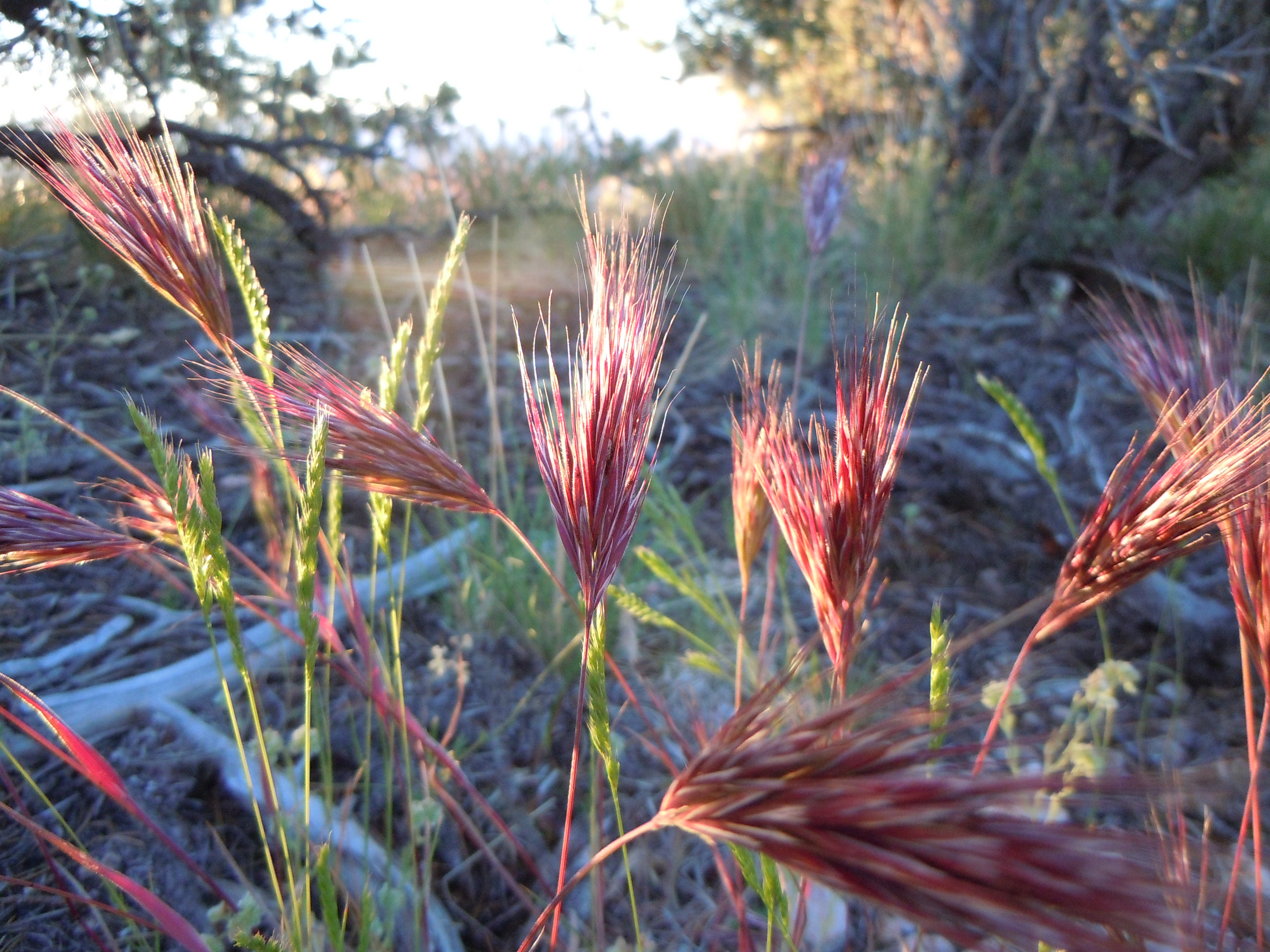
En su hábitat

## Descripción
Bromus rubens alcanza un tamaño de hasta 60 cm de altura, los tallos son erectos o ascendentes. Las hojas son líguladas. Las inflorescencias se presenetan en panículas  con 1-4 espiguillas. Tiene un número de cromosomas de 2n = 25. Florece y fructifica de abril a mayo.

## Distribución y hábitat
Se encuentra en los herbazales de bordes de caminos. Especie muy frecuente. Se distribuye por el S y SW de Europa, Norte de África, Suroeste de Asia, Macaronesia (Canarias).

## Taxonomía
Bromus rubens fue descrita por Carlos Linneo y publicado en Centuria I. Plantarum ... 5 1755.
Citología
Número de cromosomas de Bromus rubens (Fam. Gramineae) y táxones infraespecíficos: 2n=28
Etimología
Bromus: nombre genérico que deriva del griego bromos = (avena), o de broma = (alimento).
rubens: epíteto latino que significa "de color rojo"
Sinonimia
- Anisantha rubens (L.) Nevski
- Bromus canescens Viv.
- Bromus coloratus Lojac.
- Bromus kerkeranus Sennen & Mauricio
- Bromus kunkelii (H.Scholz) H.Scholz
- Bromus purpurascens Delile
- Bromus rigidus Rchb.
- Bromus scoparius var. rubens (L.) St.-Amans
- Bromus sterilis var. rubens (L.) Kuntze
- Festuca rubens (L.) Pers.
- Genea rigena (L.) Dumort.
- Zerna rubens (L.) Grossh.[5][6]

## Nombre común
- Castellano: colajaca, espiguilla, espiguilla de burro, pasto, plumerillo rojo, triguera.[7]